# Бєлашов Валерій Іванович
Бєлашов Валерій Іванович (нар. 16 квітня 1949, Глухів, Сумської області, Української РСР — пом. 20 липня 2022, м. Глухів, Сумської області) — український історик і викладач, доцент (1996 р.), доцент кафедри історії, правознавства та методики навчання Глухівського національного педагогічного університету імені Олександра Довженка (1979—2015, 2018 — 2022)

## Біографія
У 1964 році Валерій Бєлашов закінчив Глухівську восьмирічну школу № 6, а потім чотири роки навчався на відділенні електрифікації Глухівського технікуму гідромеліорації і електрифікації сільського господарства. У 1974 році закінчив історичний факультет Харківського державного університету. З 1976 по 1979 рр. працював учителем історії і суспільствознавства Глухівської середньої школи № 2.
З 1979 р. — асистент Глухівського державного педагогічного інституту імені С. М. Сергеєва-Ценського, потім, з 1985 р. — старший викладач. У 1996 році одержав вчене звання доцента.
Більше десятиліття очолював кафедру соціально-економічних дисциплін (1997—2010 рр.). Створив і очолив кафедру історії Глухівського національного педагогічного університету в 2010 р.
З дня заснування (1994 р.) працював науковим співробітником Державного історико-культурного заповідника у місті Глухові, якому у листопаді 2008 року надано статус національного.
До 70-річчя з дня народження Валерія Івановича в науковому виданні «Історичні студії суспільного прогресу» було опубліковано статтю про його життєвий і науковий шлях.

## Нагороди
- Почесні грамоти Міністерства освіти і науки України;
- Почесна грамота Міністерства культури і мистецтв України,
- Грамота Академії педагогічних наук України;
- Знак «Відмінник освіти України».

## Публікації

### Монографії
- «Глухов — забытая столица гетманской Украины» (1992 р.);
- «Глухів — столиця Гетьманщини (До „Глухівського періоду“ історії України (1708—1782 рр.)» Глухівський період історії України  [Архівовано 28 квітня 2016 у Wayback Machine.][6] (Глухів, 2005);
- «Глухів — столиця Гетьманської України (1708—1782 рр.): від перших поселень до сучасності» (Суми, 2019)

### Монографія у співавторстві
- «Глухів» для серії «Малі історичні міста України» (2003 р.)

### Навчальні посібники
- «Глухів — столиця гетьманської і Лівобережної України» (1996)
- «Сумщина в історії України» (2005)
- «Гетьманщина мовою документів і матеріалів другої половини XVII — XVIII ст.»(2006)
- «Глухов // Золотое ожерелье Сумщины: Путивль, Глухов, Ромны» (1987 р.)
- «Глухівський державний педагогічний інститут (1874—1994 рр.)» (1994)
- «Максим Березовський і гетьманський Глухів» (1995)

## Археологічна діяльність
Протягом 1990-х років входив до складу Глухівської археологічної експедиції, метою роботи якої було встановлення 1000-ліття міста Глухова.
В ході експедиції були локалізація у західній частині міста мисовидного дитинця давньоруського Глухова кінця Х — ХІ ст.та виявлення давньоруських культурних шарів ХІІ — ХІІІ ст.
Белашов В. І. — член редакційної колегії «Зводу пам'яток історії та культури» по Сумській області.
З його безпосередньою участю у 2007 році вийшла збірка матеріалів «Пам'ятки історії міста Глухова та населених пунктів Глухівського району»

## Глухівський період в історії України
Валерій Белашов автор декількох монографій «Глухів — столиця Гетьманщини. (До „Глухівського періоду“ історії України (1708—1782 рр.)», які присвячені збереженню здобутків української державності під час «Глухівського періоду» історії Гетьманщини.
Закономірним результатом і доповненням до досліджень стало видання хрестоматії — посібника "Гетьманщина мовою документів і матеріалів другої
половини XVII — XVIII ст., що являє собою збірку документального матеріалу, розраховану на поглиблене вивчення історії України. Він став основою для проведення семінарських занять з історії України та вивчення відповідних спецкурсів студентами історичного факультуту Глухівського національного університету імені Олександра Довженка.